# Peter Revson
Peter Jeffrey Revson, född 27 februari 1939 i New York, död 22 mars 1974 på Kyalami i Sydafrika, 
var en amerikansk racerförare.

## Racingkarriär
Revson debuterade i formel 1 1964 i sitt privata stall Revson Racing. Han körde därefter bland annat i formel 3 och CanAm men återvände senare till formel 1. Han kom som bäst femma i formel 1-VM 1972  och 1973. 
Revson omkom på Kyalami under testning och förberedelser inför Sydafrikas Grand Prix 1974. Han fick fel på framvagnsupphängningen och kraschade i hög fart in i ett skyddsräcke.

## F1-karriär
| Säsong                | Stall/Tillverkare                                 | Placering             | Lopp | Poäng | Etta | Tvåa | Trea | Pole | Varv |
| --------------------- | ------------------------------------------------- | --------------------- | ---- | ----- | ---- | ---- | ---- | ---- | ---- |
| 1964                  | Reg Parnell (Lotus-BRM) Revson Racing (Lotus-BRM) | -                     | 1 5  |       |      |      |      |      |      |
| 1971                  | Tyrrell-Ford                                      | -                     | 1    |       |      |      |      |      |      |
| 1972                  | McLaren-Ford                                      | 5                     | 9    | 23    |      | 1    | 3    | 1    |      |
| 1973                  | McLaren-Ford                                      | 5                     | 14   | 38    | 2    | 1    | 1    |      |      |
| 1974                  | Shadow-Ford                                       | †                     | 2    |       |      |      |      |      |      |
| Sammanlagt 5 säsonger | Sammanlagt 5 säsonger                             | Sammanlagt 5 säsonger | 32   | 61    | 2    | 2    | 4    | 1    | 0    |

| 1. Storbritannien 1973 2. Kanada 1973 |

| 1. Kanada 1972 2. Sydafrika 1973 |

| 1. Sydafrika 1972 2. Storbritannien 1972 3. Österrike 1972 4. Italien 1973 |

| 1. Kanada 1972 | 1. Belgien 1964 |